# Chol Qeshlāqī
Chol Qeshlāqī (persiska: چُول قِشلاقی, چل قشلاقی, چول قِشلاق, چول قِشلاقی, چل قشلاق, Chowl Qeshlāqī, Chol Qeshlāq) är en ort i Iran.   Den ligger i provinsen Östazarbaijan, i den nordvästra delen av landet, 500 km nordväst om huvudstaden Teheran. Chol Qeshlāqī ligger 1 376 meter över havet och antalet invånare är 973.
Terrängen runt Chol Qeshlāqī är kuperad. Runt Chol Qeshlāqī är det ganska glesbefolkat, med 42 invånare per kvadratkilometer. Chol Qeshlāqī är det största samhället i trakten. Trakten runt Chol Qeshlāqī består i huvudsak av gräsmarker.